# Stuntnuts Does School Fight
Stuntnuts Does School Fight ist eine in Produktion befindliche britische Actionkomödie von Damien Walters. Es handelt sich um eine Fortsetzung zu Kick-Ass 2 und den ersten Teil einer geplanten Trilogie. Die Fortsetzungen sollen The Stuntman und ein weiterer Kick-Ass-Film werden. Der von Marv Studios und Zebbo Productions produzierte Film ist Walters Regiedebüt.

## Produktion

### Kick-Ass 3
Im April 2012, als sich Kick-Ass 2 noch in der Vorproduktion befand, gab Mark Millar an, dass auch ein dritter Film geplant sei. Im darauffolgenden Jahr erklärte er, dass es sich um den letzten Teil handeln sollte, und Chloë Grace Moretz bekundete ihr Interesse an einer Rückkehr, sofern Matthew Vaughn als Regisseur wiederkehren würde.
Im Februar 2015 gab Vaughn seine Absicht bekannt, einen dritten Film zu drehen, in dem Moretz und Aaron Taylor-Johnson ihre Rollen wiederholen würden, und bekundete Interesse an einem Hit-Girl-Prequel neben Kick-Ass 3, und bestätigte im Juni die Entwicklung des Films.

### Eigenständige Filme
2018 gründete Vaughn Marv Studios, unter dessen Banner er neue Kick-Ass-Filme produzieren würde, sobald er die Rechte zurückerhalten würde. Im Januar 2019 bekundete Kevin Smith Interesse daran, dass seine limitierte Serie Hit-Girl in Hollywood als Grundlage für einen dieser Filme dienen könnte.
Im Dezember 2021 gab Vaughn bekannt, dass die Kick-Ass-Rechte innerhalb von zwei Jahren an ihn zurückfallen würden, und bis Oktober 2023 bestätigte der Filmemacher die Entwicklung eines neuen Films, der sich auf neue Charaktere konzentrieren und die Rückkehr von Moretz und Taylor-Johnson in Fortsetzungen zeigen würde.

### Besetzung und Dreharbeiten
Ende Mai 2019 begannen die Dreharbeiten zu dem Actionfilm School Fight. Damien Walters übernahm das Drehbuch und die Regie des Films. Greg Townley, Paul Lowe und Bobby Holland Hanton spielen die Hauptrollen. Im Juni 2021 wurden die Dreharbeiten beendet.
Im September 2024 wurde der Film zu Stuntnuts Does School Fight umbenannt.

## Fortsetzung
Die Dreharbeiten zu Stuntnuts: The Movie fanden im Oktober 2023 statt. Auch bei diesem Film führte Damien Walters Regie. Zudem ist ein weiterer, noch unbetitelter Kick-Ass-Film in Planung.